# Кальдерон Рейес, Климако
Климако Кальдерон Рейес (исп. Clímaco Calderón Reyes, 23 августа 1852 — 19 июля 1913) — колумбийский президент и политик, президент Соединённых Штатов Колумбии.

## Биография
Родился в 1852 году в Санта-Роса-де-Витербо; его родителями были Карлос Кальдерон Рейес и Клотильде Рейес Фонсека (сводная сестра будущего президента Рафаэля Рейеса Прието). Получил юридическое образование, стал работать юристом и преподавателем. Женился на Амелии Перес Триане (дочери президента Сантьяго Переса де Маносальбаса).
Избранный в 1882 году на пост президента страны Франсиско Хавьер Сальдуа сделал Климако Кальдерона генеральным прокурором. Принятая в 1863 году Конституция отменила в стране пост вице-президента, и ввела посты «Designado Presidencial» — первый (Primer), второй (Segundo) и третий (Tercer); занимающие эти посты люди должны были исполнять обязанности президента (в указанном порядке) в случае его отсутствия (а также невозможности исполнения президентских обязанностей предыдущим Designado Presidencial). Когда 21 декабря 1882 года президент Сальдуа неожиданно скончался, получилось так, что отсутствовали и первый (Рафаэль Нуньес), и второй (Хосе Оталора) Designado Presidencial. В соответствии с законодательством, Климако Кальдерон принял на себя полномочия главы исполнительной власти, передав их на следующий день Хосе Оталора.
Несмотря на то, что Климако Кальдерон находился в должности президента страны всего один день, он успел отменить приказ войскам готовиться к пограничному конфликту с Венесуэлой, отданный покойным президентом вопреки мнению Конгресса.
Впоследствии Климако Кальдерон почти 20 лет был послом Колумбии в США. Во время президентства Рафаэля Рейеса Прието Климако Кальдерон с 1904 по 1906 год занимал пост министра внешних сношений.